# Біле (Далматовський район)
Бі́ле (рос. Белое) — присілок у складі Далматовського району Курганської області, Росія. Входить до складу Кривської сільської ради.
Населення — 67 осіб (2010, 92 у 2002).
Національний склад станом на 2002 рік: росіяни — 86 %.
У присілку народився Герой Радянського Союзу Шишкін Василь Іванович (*1914-†1992).